# Magistrala Adriatycka

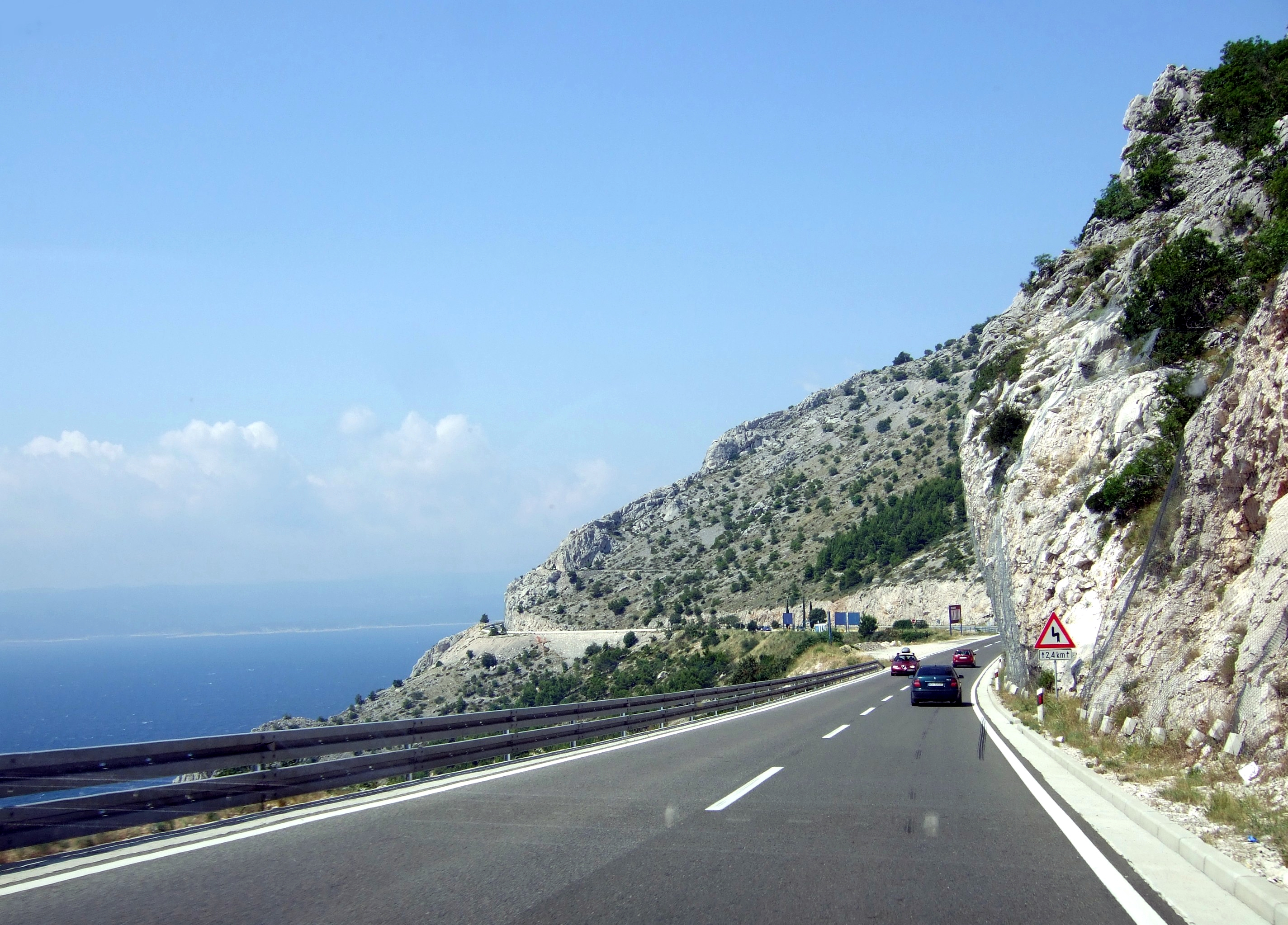
Magistrala Adriatycka, jako droga krajowa D8 na Riwierze Makarskiej.

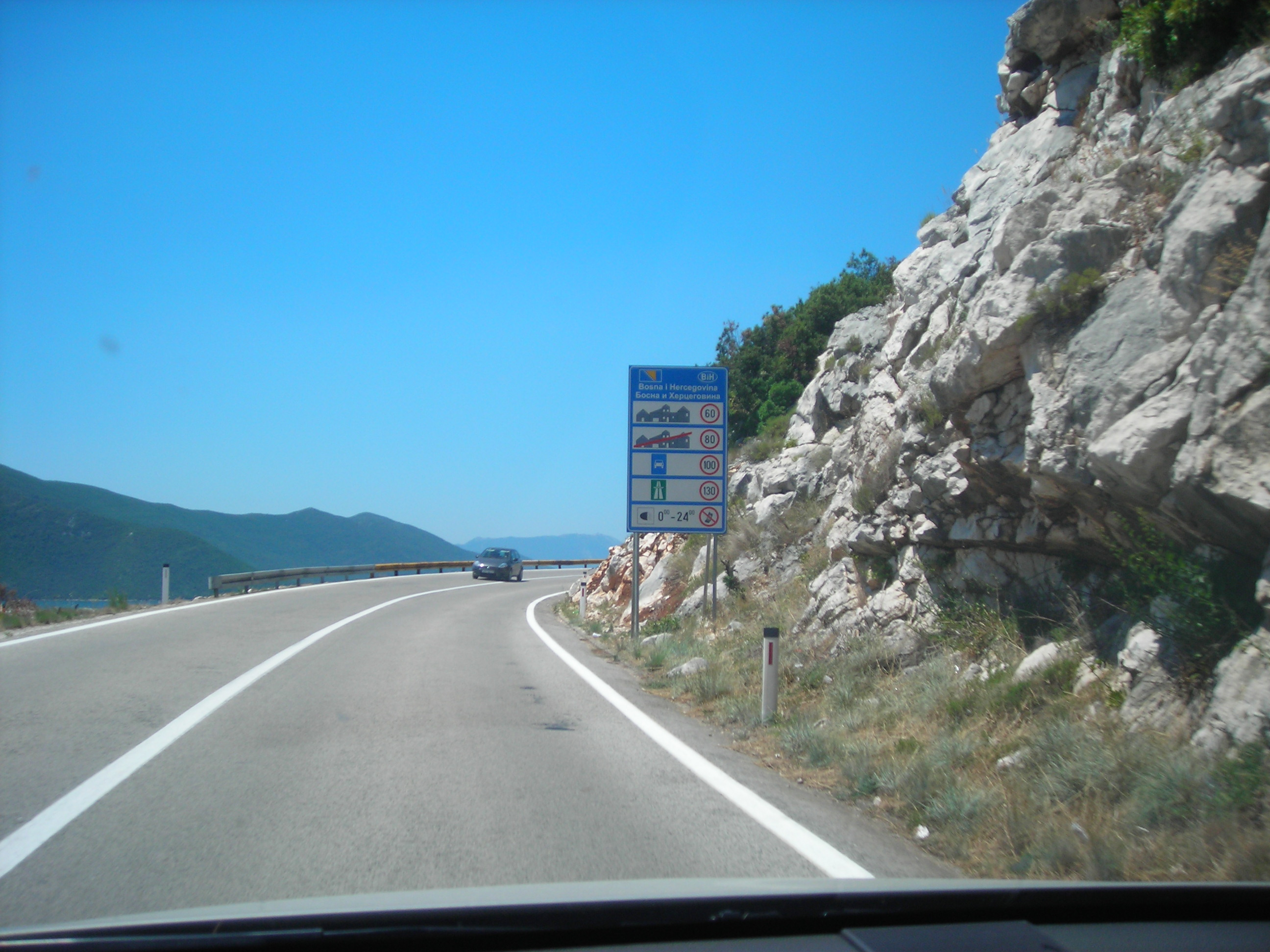
Magistrala Adriatycka, jako droga główna M2 na południe od Neum.

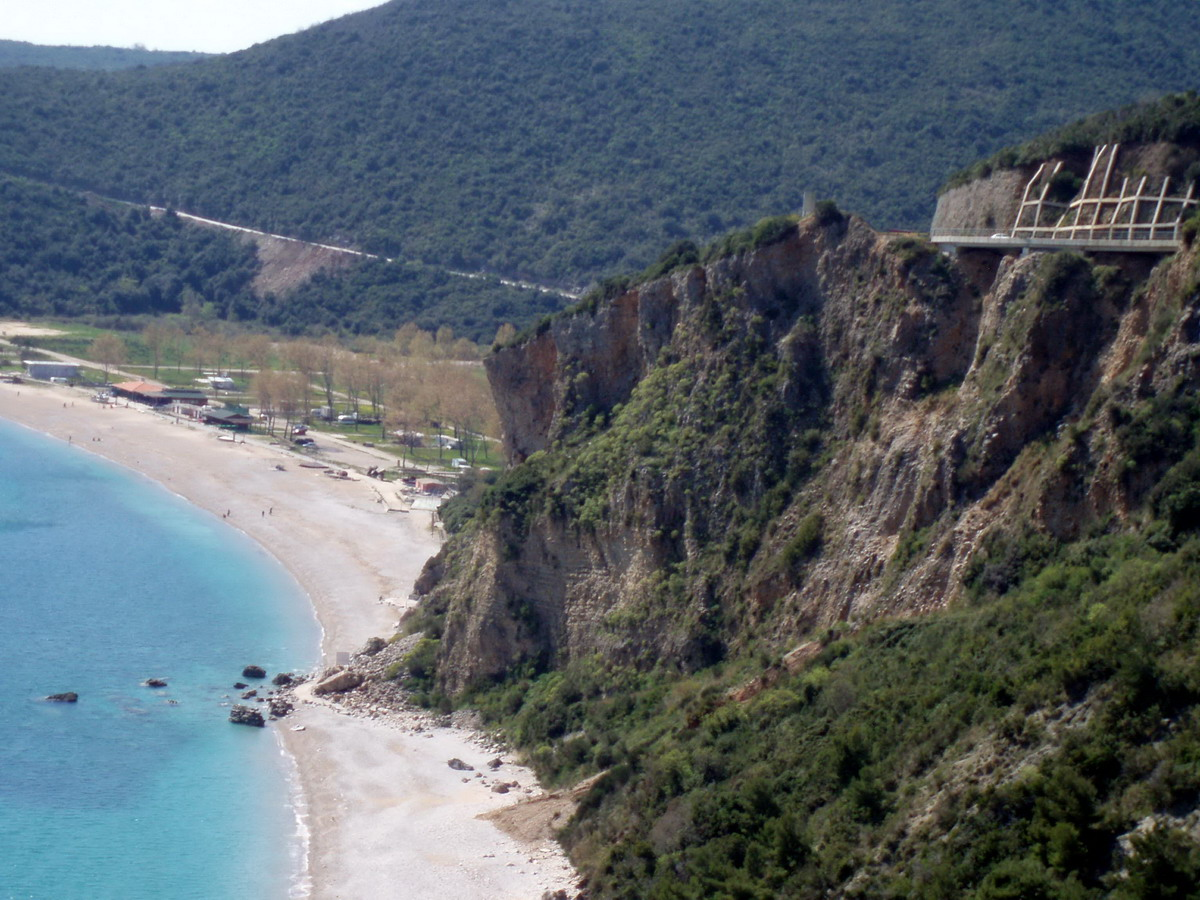
Magistrala Adriatycka, jako droga główna M2 w okolicach Budwy.

Magistrala Adriatycka (Jadranska Magistrala, Jadranka) – droga kołowa, biegnąca wzdłuż wschodniego wybrzeża Morza Adriatyckiego, stanowiąca fragment trzech tras europejskich: E65, E80 oraz E851.
Koncepcja wytyczenia takiego szlaku pojawiła się w planach władz Socjalistycznej Federacyjnej Republiki Jugosławii po zakończeniu II wojny światowej, a jego budowę przeprowadzono w latach 60. i 70. XX wieku. W roku 1964 długość całej trasy określono na 1 035 kilometrów, wiodła ona ze wsi Spodnje Škofije (na granicy z Włochami) do Ulcinja (przy granicy z Albanią). Do początku lat 90. XX wieku droga w całości przebiegała przez terytorium jednego państwa – Jugosławii i była oznaczona numerami ewidencyjnymi M2 (odcinek od Spodnje Škofije do Petrovaca na Moru) oraz M2-4 (odcinek od Petrovaca na Moru do Ulcinja). Posiadała przekrój jednojezdniowy, dwupasowy (po jednym pasie ruchu w każdym kierunku), stanowiąc główną arterię komunikacyjną z północy na południe kraju. Po rozpadzie Jugosławii trasa Magistrali została podzielona przez granice czterech państw:
- Słowenii – droga 741, droga ekspresowa H5, droga ekspresowa H6 i droga 111
- Chorwacji – droga krajowa D21, droga krajowa D66 i niemal cały odcinek drogi krajowej D8
- Bośni i Hercegowiny – cały odcinek 9,3-kilometrowej drogi głównej M2
- Czarnogóry – początkowy odcinek drogi głównej M2 i cała droga główna M2-4

Od tego czasu status trasy w każdym z tych krajów jest różny i ewoluuje na przestrzeni lat. Przeprowadzone przebudowy lub rozbudowy poszczególnych odcinków spowodowały, że na kilkunastokilometrowym odcinku w Słowenii dawna Magistrala uzyskała kategorię drogi ekspresowej oraz przekrój dwujezdniowy, czteropasowy (po dwa pasy ruchu w każdym kierunku). Na wielu fragmentach w Słowenii, Chorwacji i Czarnogóry, Magistrala - pomimo utrzymania przekroju jednojezdniowego - posiada trzy pasy ruchu (model 2+1). W Chorwacji - po oddaniu do użytkowania autostrad A1 i A7 - utraciła natomiast status głównej arterii komunikacyjnej w układzie południkowym. W Czarnogórze znajduje się jedyny odcinek Magistrali nie poprowadzony lądem. Stanowi go 900-metrowa przeprawa promowa przez cieśninę Verige w Zatoce Kotorskiej z Kamenari do Lepetane.
Obecnie, nazwę "Magistrala Adriatycka" stosuje się przede wszystkim w odniesieniu do chorwackiego odcinka trasy, której najbardziej znany fragment stanowi odcinek drogi krajowej D8, noszący dodatkowo marketingową nazwę Jadranska turistička cesta.
Pojęcie "Magistrala Adriatycka" popularne jest również w Czarnogórze, występuje ono także w Bośni i Hercegowinie. Ciekawostkę stanowi fakt, że jedynie w tych państwach zachowano pierwotne oznaczenie trasy, jako M2 oraz M2-4, bowiem zarówno Słoweńcy, jak i Chorwaci nadali pierwotnemu odcinkowi M2 własne numery ewidencyjne (bez litery "M").

## Główne miasta na trasie Magistrali
- Koper (Słowenia)
- Pula (Chorwacja)
- Rijeka
- Senj
- Karlobag
- Zadar
- Szybenik
- Split
- Makarska
- Neum (Bośnia i Hercegowina)
- Dubrownik (Chorwacja)
- Herceg Novi (Czarnogóra)
- Budva
- Bar
- Ulcinj